# Uyt den Bosch
Uyt den Bosch is een historische villa en buitenplaats in Haarlem, in de provincie Noord-Holland. De villa ligt aan de Spanjaardslaan, aan de zuidrand van de Haarlemmerhout in het Haarlemmerhoutkwartier in Haarlem Zuid-West. Het huidige gebouw dateert uit het begin van de 20e eeuw, maar de geschiedenis van deze locatie gaat terug tot de 17e eeuw. Uyt den Bosch is sinds 23 november 1999 als rijksmonument geregistreerd. Naast de villa bevinden zich een koetshuis, oranjerie (nr. 5) en tuinmanswoning (nr. 1), die oorspronkelijk tot de buitenplaats behoorden.

## Geschiedenis

### Oorsprong: van herberg tot buitenplaats
In de 17e eeuw bevond zich op deze plek de herberg Bethlehem, die voor 1655 door eigenaar Pieter Jorisz. van der Vos werd omgedoopt tot Het Vosje. Beide namen bleven in gebruik tot circa 1704. Tussen 1711 en 1722 transformeerde de Amsterdamse koopman Benjamin Jansz. Dutrie, heer van Haeften, de herberg tot een buitenplaats genaamd Uit den Bos of Uyttenbosch. Hij liet een nieuw huis bouwen met een bijbehorende tuin.

### 18e en 19e eeuw: bloei en transformaties
Tussen 1729 en 1741 was Matheus Brouërius van Nidek eigenaar van de buitenplaats. Hij liet het huis en de tuin afbeelden in zijn boek Het Zegenpralent Kennemerlant. In 1762 kwam de buitenplaats in handen van de Amsterdamse familie Van Bronkhorst. Zij lieten voor 1817 de tuin in een Engelse landschapstijl aanleggen met slingerpaden en vervingen de oude theekoepel door een nieuwe. Vermoedelijk hebben zij ook het huis opnieuw laten bouwen.
In 1862 werd het huis uitgebreid en verbouwd, maar tegen 1911 was het in dermate slechte staat dat sloop onvermijdelijk werd.

### 20e eeuw: nieuwbouw en diverse functies
In opdracht van A.H. baron van Hardenbroek van Ammerstol werd tussen 1911 en 1914 een nieuwe villa gebouwd, ontworpen door architect H. Hendriks uit Hillegom. Het ontwerp is geïnspireerd op het classicisme uit de 17e en vroege 18e eeuw. De villa heeft een rechthoekige plattegrond, bestaat uit twee bouwlagen onder een omgaand en uitzwenkend schilddak, en heeft een prominente vierkante toren aan de noordgevel.
Tot 1950 werd de villa particulier bewoond. Daarna kreeg het pand diverse functies. Zo was het van 1958 tot 1972 de kraamkliniek van de Mariastichting en tot en met 1986 een opleidingsinstituut voor verpleegkundig personeel van het ziekenhuis. Tussen 1986 en 2009 was het in gebruik door een verzekeringsmaatschappij en hypotheker. Vanaf 2009 huisvest het gebouw, na een grondige transformatie, verschillende kantoorruimten en doet het dienst als bedrijfsverzamelgebouw.

## Beschrijving

### Spanjaardslaan 7
De villa heeft een grotendeels rechthoekige plattegrond en bestaat uit twee bouwlagen onder een omgaand en uitzwenkend schilddak. Centraal in de noordgevel bevindt zich een vierkante toren van vier bouwlagen met een tentdak, waarin de hoofdingang is gesitueerd. Het witgepleisterde bakstenen muurwerk rust op een donkerder gepleisterde plint. De daken zijn bedekt met leien in Maasdekking en voorzien van diverse dakkapellen met verschillende kapvormen. De westgevel is uitgerust met een houten serre met dakterras, terwijl de zuidgevel een vijfhoekige uitbouw met eveneens een dakterras bezit.

### Spanjaardslaan 3-5
Het voormalige koetshuis, gebouwd rond 1895, behoorde oorspronkelijk tot het landhuis aan de Spanjaardslaan 7. In 1952 werd het verbouwd tot woonhuis, nadat de toenmalige eigenaresse, baronesse Van Hardenbroek, zich er vestigde. Tegelijkertijd werd de direct rechts aangrenzende oranjerie omgevormd tot woonruimte. Het koetshuis bestaat uit een deels éénlaags en deels tweelaags bouwvolume, beide onder breed overstekende zadeldaken met pannendekking. De gevels zijn uitgevoerd in witgeschilderde baksteen, voorzien van gepleisterde speklagen. Een opvallend kenmerk is het rijk bewerkte sierspant van het hogere bouwdeel. De voorzijde van het lage deel bevat twee stalvensters en een entree, het hogere deel heeft een breed venster met daarnaast een ingang, twee vensters op de verdieping en een oculus in de geveltop. Het pand is in vrij gave staat bewaard gebleven en aangewezen als gemeentelijk monument.

### Spanjaardlaan 1
De voormalige tuinmanswoning aan de Spanjaardslaan 1 dateert van circa 1915 en werd ontworpen door H. Hendriks. Samen met het aangrenzende koetshuis op nummer 3 maakte het deel uit van de buitenplaats Uit den Bosch. Het pand is éénlaags, met een zolderverdieping onder een tentdak met pannendekking. De witgepleisterde gevels geven het gebouw een karakteristiek uiterlijk. De voorgevel telt twee vensterassen, met links een entree onder een luifel en rechts een venster met middenstijl en schuiframen. De woning is in vrij gave staat bewaard gebleven.